# 江西中路

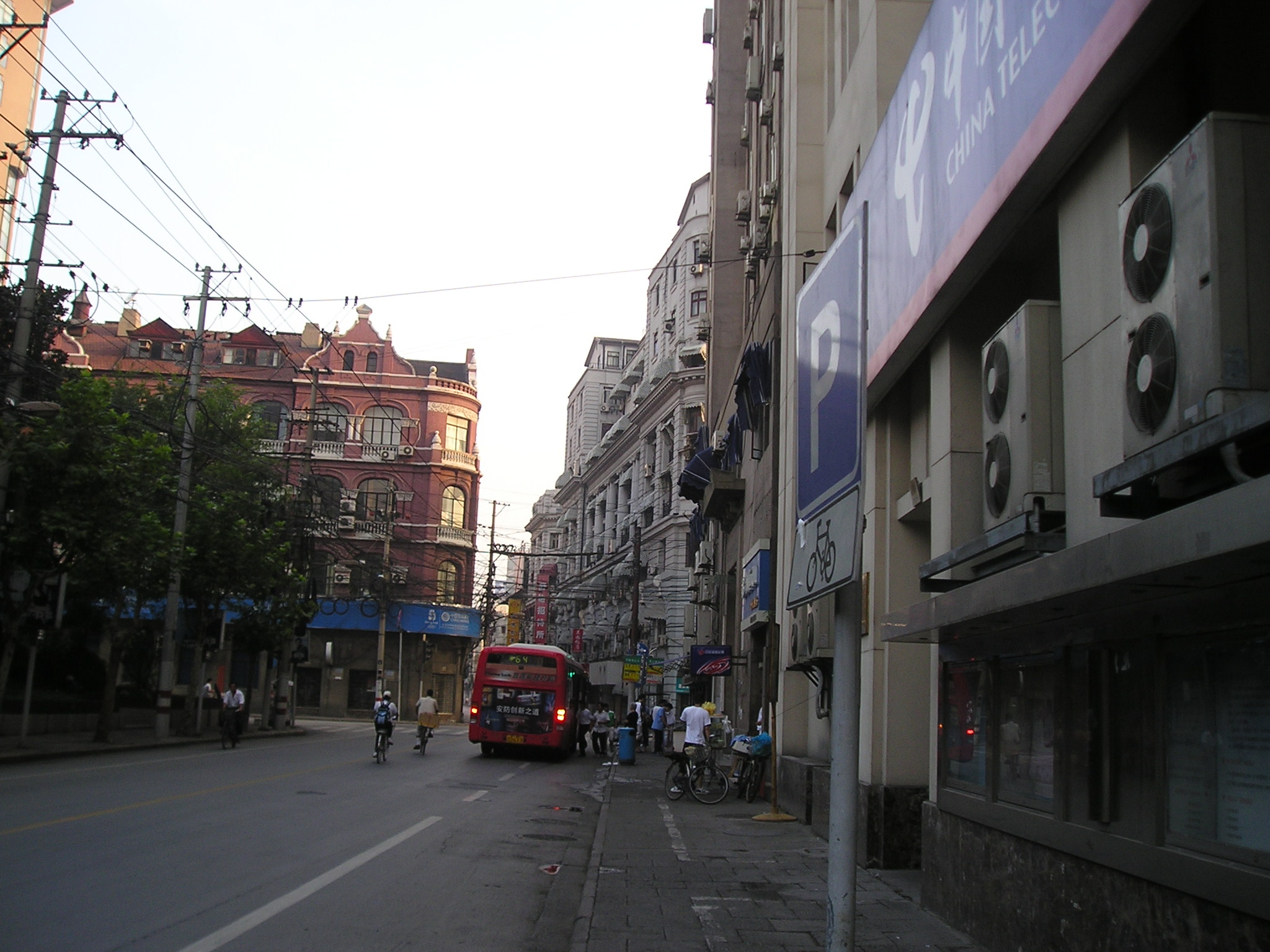
江西中路部分街景

江西中路，是中國上海市中心一条南北向双车道马路。马路北起南苏州路，南到延安东路。1920年代起，因沿街遍布当时各类银行和金融机构，因此被誉为“东方华尔街”。1945年起，更名为江西中路并沿用至今。

## 历史

### 初筑
上海开埠后，外滩一带洋行陆续入住，市政机构为便于居民出行，便铺设了数条碎石马路，其中包括1855年修筑的江西中路。所以，江西中路也是上海开埠后最早的几条马路之一。开埠之初，由于主要居民为英国侨民，他们多信仰英国圣公会。最开始，他们一般在英国驻沪领事馆内进行礼拜。但不久侨民激增，因此侨民出资于今江西中路附近修建圣公会教堂，即今圣三一教堂前身。而后建造于圣公会教堂前的马路，则也因此称为教堂街（Church Street）。1865年，公共租界工部局统一境内道路名称，南北向道路以中国内地各省命名。教堂街被命名为江西路。

### 发展
由于紧邻外滩，同时是租界最早开辟的道路之一，江西路自建成后便逐步发展，并且成为租界内的主要古老街区。在这一街区聚集了大批银行业金融机构，1922年随着上海公共租界工部局大厦的落成，江西路更是成为了上海的主要行政中心，并且至今仍有市政府主要部门，例如上海市民政局位于江西中路上。

### 东方华尔街
上海自清朝乾隆年间起快速发展。最初钱庄业主要分布在上海县城内，租界建立后，政治稳定，现代金融业理念进入等诸多因素，使得上海金融业逐渐移入租界内。1930年代，上海金融业达到鼎盛，各类银行纷纷在江西路及附近数条马路上设立网点或是总行。这一时期，江西路及附近的的外商银行就有几十家，而国内银行更是多达200多家。所吸收的存款额占当时中国各银行存款总额的三分之一以上，因此與外灘等周邊數條馬路組成為被譽有東方華爾街之稱的金融街區。

## 与江西路交汇的道路 (由南向北)
- 延安东路
- 广东路
- 福州路
- 汉口路
- 九江路
- 南京东路
- 天津路
- 宁波路
- 北京东路
- 香港路
- 南苏州路

## 沿街保护建筑
江西中路沿线拥有不少精美的古老建筑，其中以下建筑已被列为优秀建筑加以保护，按自南而北顺序排列：
- 恒业里：江西中路135弄1-13号，旧式里弄，上海市第三批优秀历史建筑。
- 谦信大楼：江西中路138号，公寓楼，现为中国人民解放军海军后勤部上海物资站，上海市第三批优秀历史建筑。
- 汉弥尔登大楼：江西中路170号（福州路口东南角），现名福州大楼，建于1933年，上海市第二批优秀历史建筑。
- 都城饭店：江西中路180号（福州路口东北角），现名新城饭店，上海市第二批优秀历史建筑。
- 上海公共租界工部局大厦：江西中路西侧，南起福州路，北至汉口路，上海市第一批优秀历史建筑。
- 建设大楼：江西中路181号，上海市第二批优秀历史建筑。
- 金城银行：江西中路200号，现为交通银行，上海市第一批优秀历史建筑。
- 礼和洋行：江西中路255号，现为鲤鱼门酒家，上海市第二批优秀历史建筑。
- 浙江第一商业银行：江西中路汉口路口，现为华东建筑设计院，上海市第二批优秀历史建筑。
- 上海圣三一堂：江西中路西侧，南至汉口路，北至九江路，建于1869年，上海市第一批优秀历史建筑。
- 上海商业储蓄银行：江西中路368号(宁波路口)，建于1929年，现为浦东发展银行，上海市第四批优秀历史建筑[5]。
- 广东银行/中央储蓄会：江西中路349号（天津路口），建于1933年，现为光大银行，上海市第四批优秀历史建筑[5]。
- 浙江兴业银行：江西中路北京路口东北角（北京东路230号），建于1936年，现为上海市物资局，上海市第四批优秀历史建筑[5]。
- 四明银行：江西中路北京路口西北角（北京东路232-240号），现为名人俱乐部，建于1931年，上海市第三批优秀历史建筑。
- 恒丰大楼：江西中路452号-454号，现为上海航道局办公用房，上海市第四批优秀历史建筑[5]。
- 英商自来水公司大楼：江西中路464-466号(香港路口) ，建于约1888年，现自力大楼，上海市第四批优秀历史建筑[5]。
- 英商自来水公司大楼：江西中路484号(香港路口)，建于1921年，现自来大楼，上海市第四批优秀历史建筑[5]。
- 源长银行：江西中路473号，上海市第四批优秀历史建筑[5]。

## 街景图集

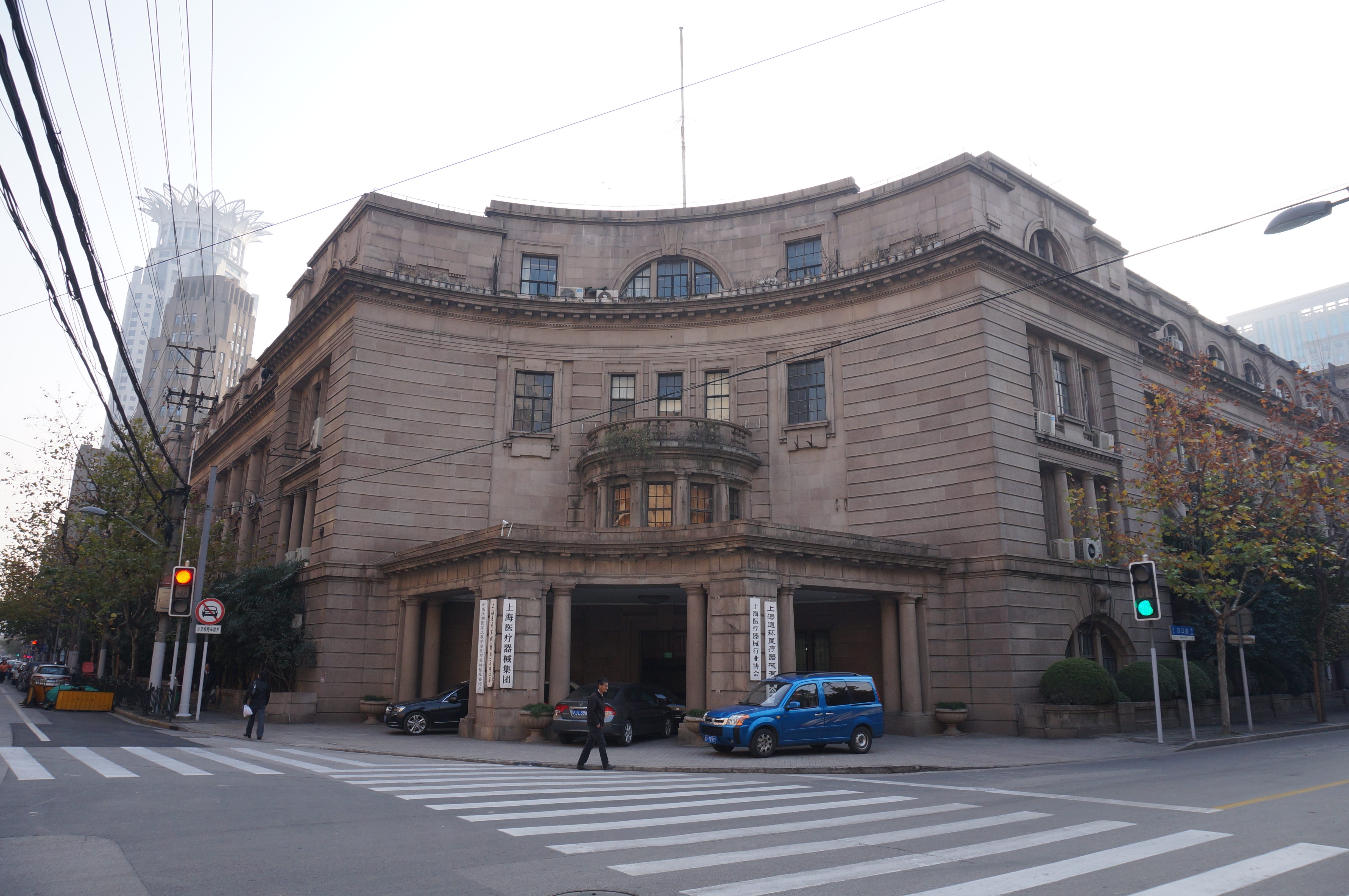
工部局大厦
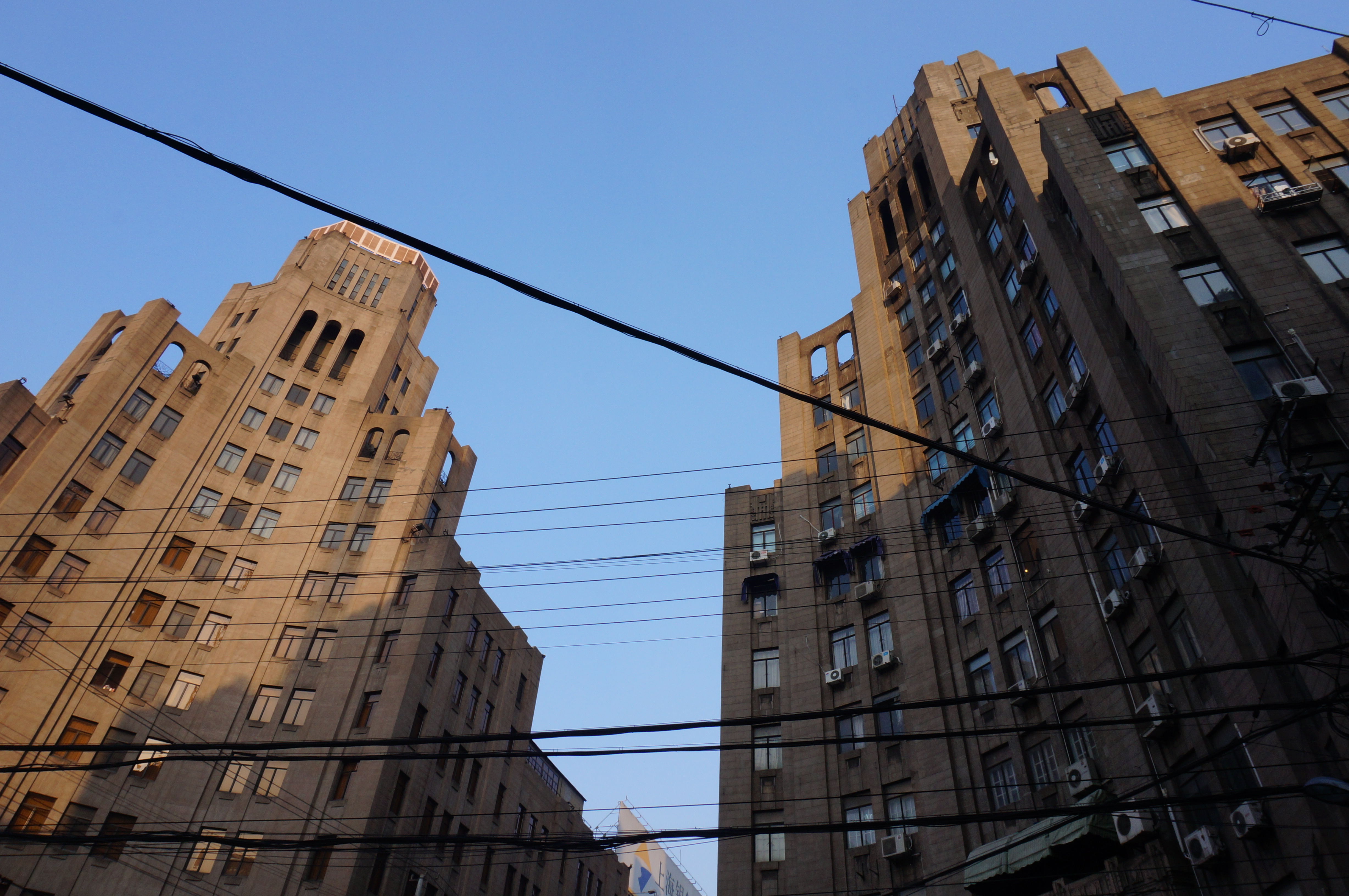
都城饭店与汉弥尔登大楼
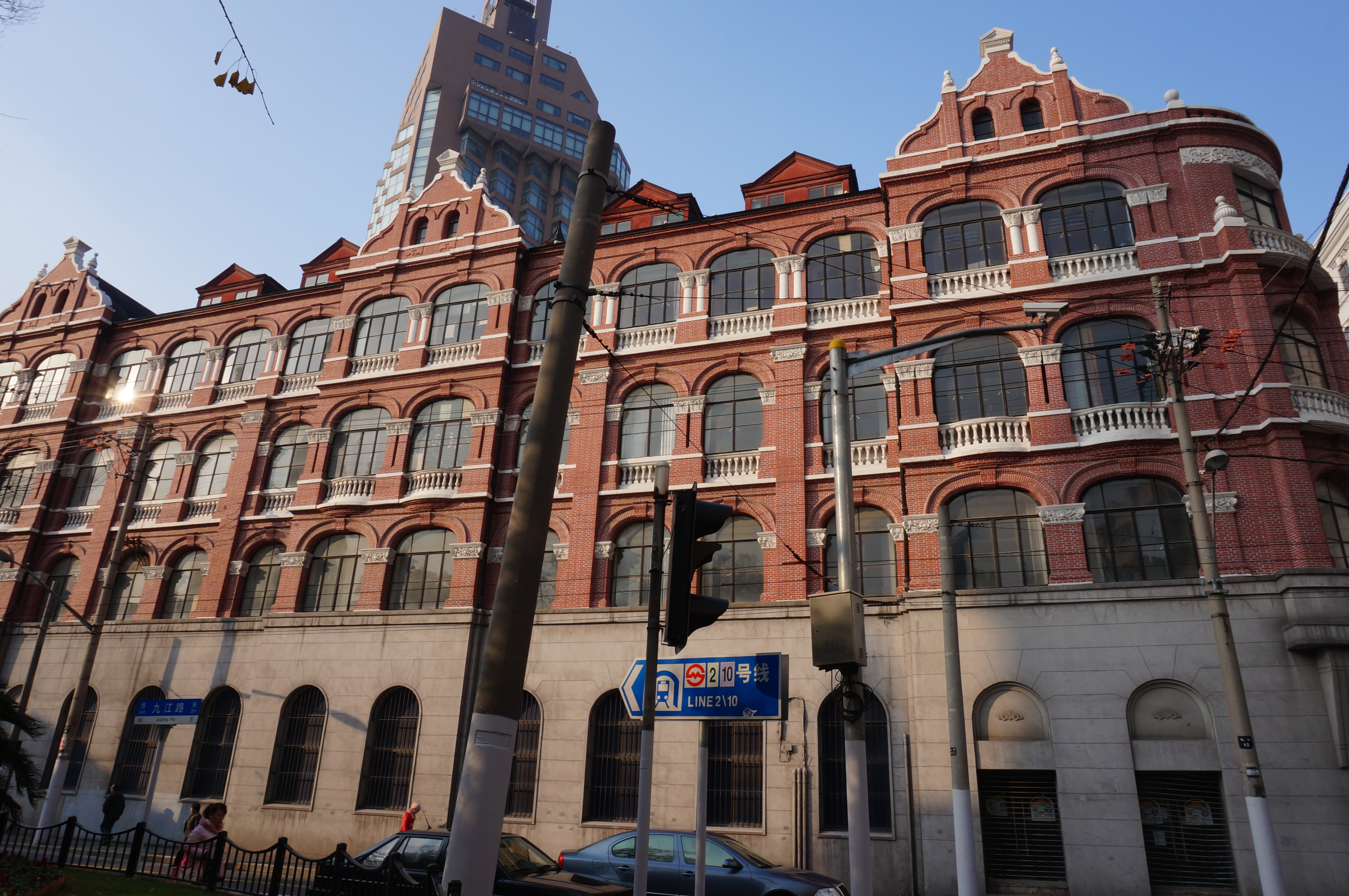
礼和洋行
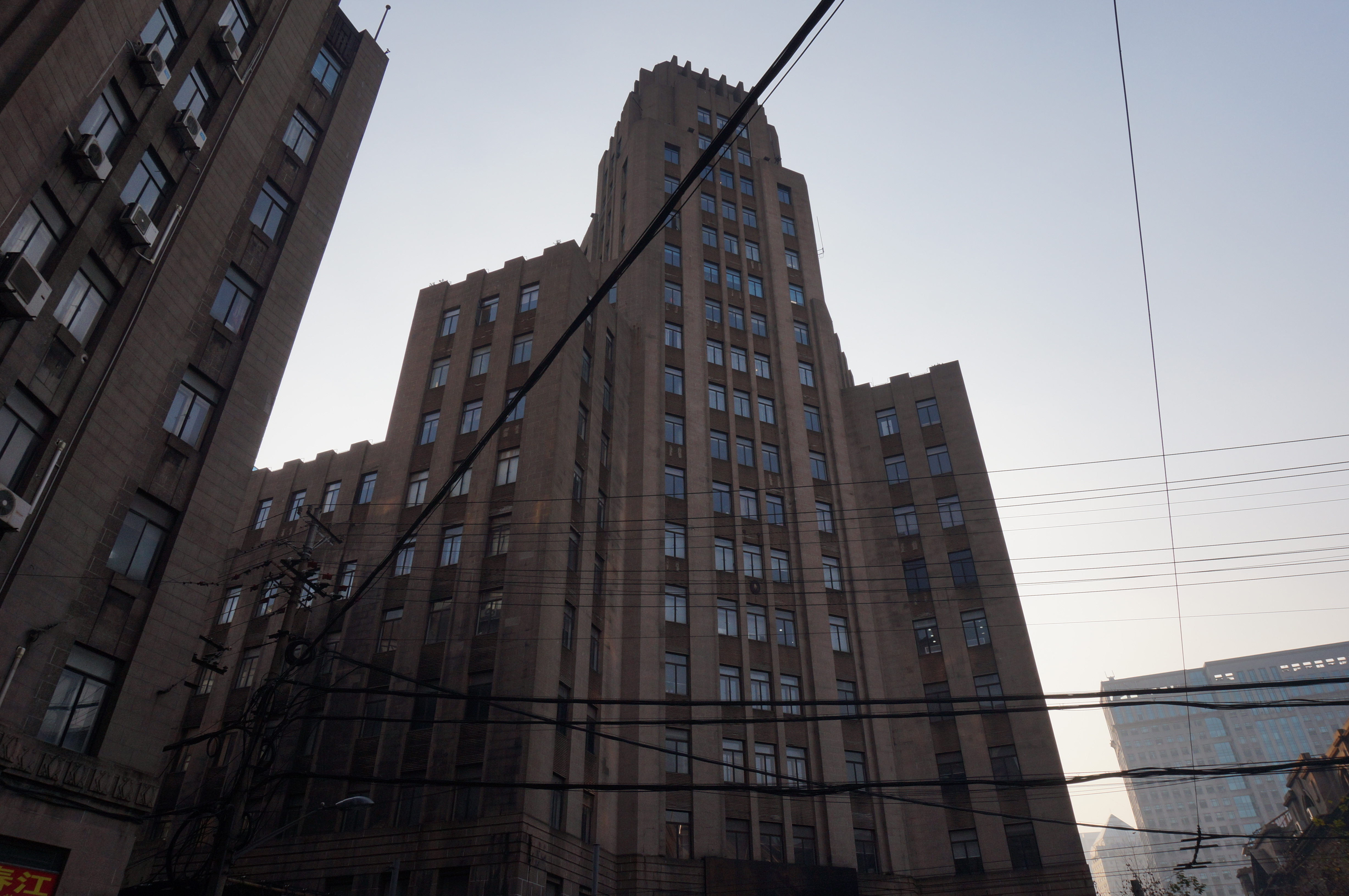
建设大楼
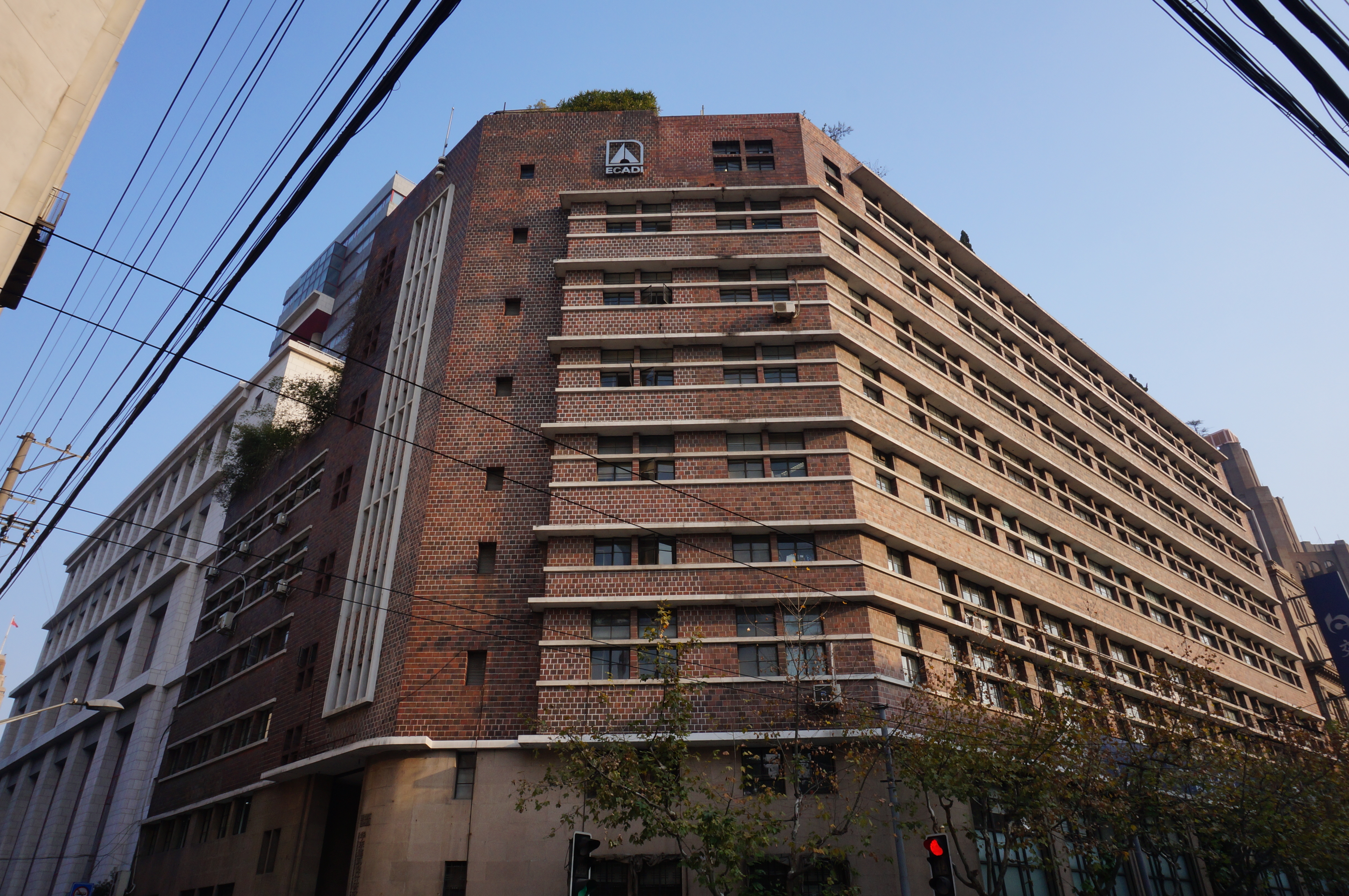
浙江第一商业银行